# سنهور المدينة
سنهور المدينة، قرية رئيسية تابعة لمركز دسوق التابع لمحافظة كفر الشيخ في جمهورية مصر العربية.

## التاريخ
سنهور المدينة من القرى القديمة، اسمها القبطي سنهوري، وورد اسمها محرفاً مثل صنهور وصنمور وصنهون وسنهون بسبب سوء النقل، والصواب أن اسمها سنهور، وأضيف لها اسم المدينة نظراً لشهرتها القديمة بين المدن المصرية قديماً. وقد ذكرها علي مبارك في كتابه الخطط التوفيقية، حيث ذكر أنها بلدة في مديرية الغربية، أبنيتها بالطوب الأحمر وبها خمسة مساجد وثلاث زوايا وعدة أضرحة ومقامات. كما أن بها عدداً من الكتاتيب وعدد من بساتين الفواكة، وأهلها مسلمون.

## التقسيم الإداري
سنهور المدينة عاصمة الوحدة المحلية، ويتبعها قريتان رئيسيتان، هما:

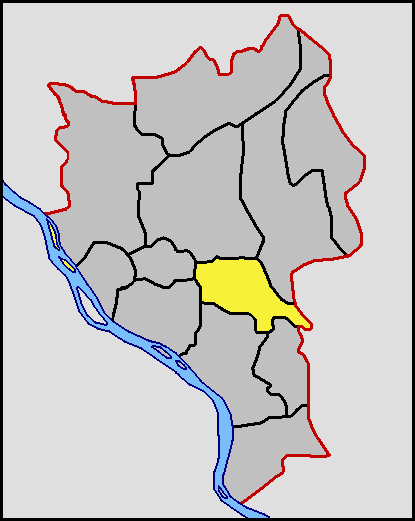
موقع الوحدة المحلية بسنهور المدينة بالنسبة لمركز دسوق.

- كفر أم يوسف
- منشأة بطاح

كما يتبعها 14 عزبة وكفر ونجع:
| - البيضا - البحري - الإصلاح البحرية - الإصلاح القبلية - سوريال - القماري - الفريق | - البيضاوي - الحيطة - الشتايلة - الطنطاوي - شكيب - حوض الحجر - البحراوي |

## السكان

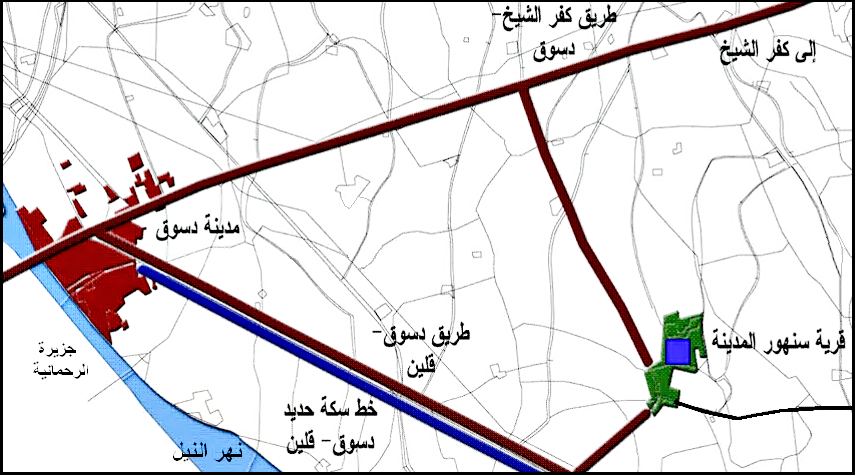
موقع قرية سنهور المدينة بالنسبة لمدينة دسوق.

بلغ عدد سكان سنهور المدينة 33,651 نسمة، حسب الإحصاء الرسمي لعام 2006.